# Relikwiarz świętej Korduli

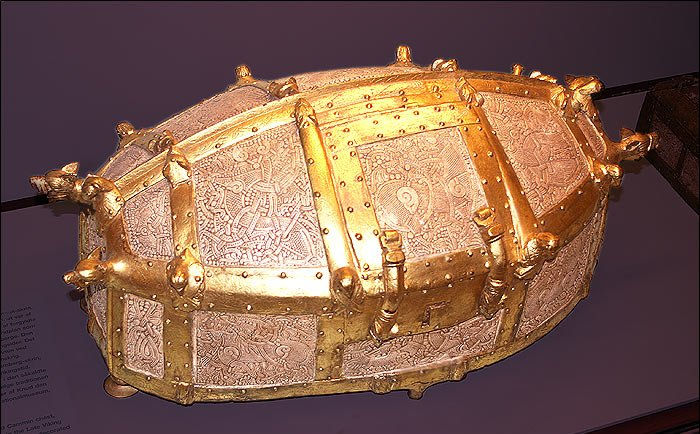
Replika relikwiarza znajdująca się w Muzeum Narodowym w Kopenhadze

Relikwiarz świętej Korduli – wczesnośredniowieczny relikwiarz ze szczątkami św. Korduli, znajdujący się przed 1945 rokiem w skarbcu katedry kamieńskiej. Obecnie zaginiony.
Relikwiarz wykonany został na przełomie X i XI wieku w tzw. stylu Mammen przez południowoszwedzkich rzemieślników związanych z ośrodkiem handlu i rzemiosła w Lund. Miał postać owalnej szkatuły o długości 56 cm, szerokości 34,5 cm i wysokości 28 cm. Wykonany został z 22 płytek z poroża łosia ozdobionych reliefami z ornamentami roślinnymi i zoomorficznymi. Płytki połączone były pozłacaną miedzianą taśmą, z nasadzonymi wizerunkami smoczych łbów na łączeniach. Szkatuła posiadała 6 brązowych nóżek, zaś jej dno wykonano z dębiny.
Nieznane są okoliczności, w jakich zabytek trafił na Pomorze. Według prof. Władysława Filipowiaka mógł zostać zrabowany w 1136 roku przez pomorskiego księcia Racibora I podczas wyprawy na Konungahelę. Mógł też przybyć wraz z misją chrystianizacyjną Ottona z Bambergu lub zostać przywieziony przez któregoś z Duńczyków zasiadających pod koniec XII wieku na tronie biskupim w Kamieniu. Jeszcze inne hipotezy dopatrują się w nim wyrobu Skandynawów osiadłych w ujściu Odry lub podarunku od biskupów Lund. W skarbcu kamieńskiej katedry relikwiarz poświadczony jest od końca XV wieku. Przechowywano w nim czaszkę świętej.
Pod koniec 1944 roku, w obawie przed zbliżającym się frontem, relikwiarz ukryto wraz z innymi częściami katedralnego skarbca w dobrach hrabiego Hasso von Fleminga w Benicach. W nocy z 4 na 5 marca 1945 roku skrzynie ze skarbami zostały w związku z nadchodzącą ofensywą wojsk radzieckich wywiezione w pośpiechu w głąb Niemiec. Dalsze losy zabytku pozostają nieznane.